# Театрална трупа на Добри Войников
Театралната тру̀па на Добри Во̀йников е първата българска театрална трупа. Създадена е в Браила от Добри Войников през 1866 г.

## История
На 29 януари 1866 г. е изнесено първото представление на трупата – драмата „Стоян войвода“. Трупата гостува в Националния театър в Букурещ през май 1866 г. с постановките „Райна Княгиня“ и „Стоян войвода“, на представленията присъства и княз Карол I.
Приходите от спектаклите, които се играят на български език, са за издръжка на българското училище и за построяване на българска църква в Браила, както и за гладуващите в Молдова.
В актьорския състав са Матилда Попович, Васил Друмев и Христо Ботев. Театралната трупа е разформирована през 1870 г.